# Francis Matthey

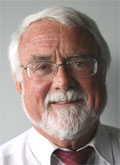
Francis Matthey (undatiert)

Francis Matthey (* 17. Juni 1942 in Le Locle; † 20. März 2025; heimatberechtigt in Le Locle) war ein Schweizer Politiker der Sozialdemokratischen Partei.
Bekannt wurde er durch die Ablehnung seiner am 3. März 1993 erfolgten Wahl zum Bundesrat. Matthey war anstelle der von seiner Partei nominierten Christiane Brunner gewählt worden. Um der Resolution seiner Partei zum Einzug einer Frau in den Bundesrat zu folgen, lehnte er die Annahme des Amtes nach einer Bedenkfrist ab. Ruth Dreifuss wurde schliesslich Bundesrätin und damit Nachfolgerin von René Felber.
Von 1980 bis 1988 war Matthey Stadtpräsident von La Chaux-de-Fonds, von 1987 bis 1995 Mitglied des Nationalrates und von 1988 bis 2001 Mitglied des Staatsrates des Kantons Neuenburg, wo er das Finanz- und Sozialdepartement und später das Wirtschaftsdepartement leitete.
Bis 2011 war Matthey Präsident der Eidgenössischen Kommission für Migrationsfragen.
Matthey starb im März 2025 nach Krankheit im Alter von 82 Jahren.